# Districte administratiu d'Emmental
El Districte administratiu d'Emmental és un dels 10 Districtes administratius del Cantó de Berna a Suïssa.
Es tracta d'un districte germanòfon i com la resta fou creat el dia 1 de gener de 2010 a partir de tres antics districtes, concretament el de Burgdorf, el de Signau i municipis dels de Trachselwald i Fraubrunnen.
El municipi de Langnau im Emmental és el cap del nou districte, que compta amb un total de 42 municipis i una població de 93082 habitants (a 31 de desembre de 2008), per a una superfície de 697,7 km².

## Llista de municipis
| Escut                  | Municipi               | Habitants (31 de desembre de 2008) | Superfície en km² |
| ---------------------- | ---------------------- | ---------------------------------- | ----------------- |
| Aefligen               | Aefligen               | 1006                               | 2.1               |
| Affoltern im Emmental  | Affoltern im Emmental  | 1161                               | 11.5              |
| Alchenstorf            | Alchenstorf            | 565                                | 8.6               |
| Bätterkinden           | Bätterkinden           | 2996                               | 10.1              |
| Burgdorf               | Berthoud               | 15238                              | 15.6              |
| Dürrenroth             | Dürrenroth             | 1049                               | 14.1              |
| Eggiwil                | Eggiwil                | 2467                               | 60.3              |
| Ersigen                | Ersigen                | 1483                               | 8.8               |
| Hasle bei Burgdorf     | Hasle bei Burgdorf     | 3081                               | 21.9              |
| Heimiswil              | Heimiswil              | 1626                               | 23.4              |
| Hellsau                | Hellsau                | 181                                | 1.5               |
| Hindelbank             | Hindelbank             | 2006                               | 6.7               |
| Höchstetten            | Höchstetten            | 257                                | 2.6               |
| Kernenried             | Kernenried             | 426                                | 3.3               |
| Kirchberg              | Kirchberg              | 5608                               | 9.0               |
| Koppigen               | Koppigen               | \|2069                             | 6.9               |
| Krauchthal             | Krauchthal             | 2273                               | 19.4              |
| Langnau im Emmental    | Langnau im Emmental    | 8956                               | 48.5              |
| Lauperswil             | Lauperswil             | 2652                               | 21.1              |
| Lützelflüh             | Lützelflüh             | 4123                               | 26.9              |
| Lyssach                | Lyssach                | 1390                               | 6.1               |
| Mötschwil              | Mötschwil              | 138                                | 2.9               |
| Niederösch             | Niederösch             | 226                                | 4.6               |
| Oberburg               | Oberburg               | 2846                               | 14.1              |
| Oberösch               | Oberösch               | 110                                | 2.1               |
| Röthenbach im Emmental | Röthenbach im Emmental | 1281                               | 36.8              |
| Rüderswil              | Rüderswil              | 2338                               | 17.2              |
| Rüdtligen-Alchenflüh   | Rüdtligen-Alchenflüh   | 2169                               | 2.7               |
| Rüegsau                | Rüegsau                | 3031                               | 15.1              |
| Rumendingen            | Rumendingen            | 81                                 | 2.5               |
| Rüti bei Lyssach       | Rüti bei Lyssach       | 157                                | 6.5               |
| Schangnau              | Schangnau              | 936                                | 36.5              |
| Signau                 | Signau                 | 2722                               | 22.1              |
| Sumiswald              | Sumiswald              | 5084                               | 59.4              |
| Trachselwald           | Trachselwald           | 1038                               | 16.0              |
| Trub                   | Trub                   | 1462                               | 62.0              |
| Trubschachen           | Trubschachen           | 1436                               | 15.6              |
| Utzenstorf             | Utzenstorf             | 4080                               | 17.0              |
| Wiler bei Utzenstorf   | Wiler bei Utzenstorf   | 804                                | 3.8               |
| Willadingen            | Willadingen            | 181                                | 2.2               |
| Wynigen                | Wynigen                | 2019                               | 28.3              |
| Zielebach              | Zielebach              | 330                                | 1.9               |
|                        | Total: 42              | 93.082                             | 697,7             |